# 都丽菊属
都丽菊属（学名：Ethulia）是菊科下的一个属，为分枝草本植物。该属共有10种，分布于亚洲、非洲和美洲热带地区。